# Ctenisodes iowensis
Ctenisodes iowensis är en skalbaggsart som först beskrevs av Thomas Casey 1897.  Ctenisodes iowensis ingår i släktet Ctenisodes och familjen kortvingar. Inga underarter finns listade i Catalogue of Life.